# Народно читалище „Петър Богдан – 1909“
 Тази статия е за читалището в Чипровци.  За едноименното читалище в Раковски вижте Народно читалище „Петър Богдан Бакшев – 1909“.  
Народно читалище „Петър Богдан – 1909“ е обществена читалищна институция в град Чипровци, най-старото от деветте читалища в Община Чипровци.

## История
Историята на читалището започва на 1 януари 1909 година, когато 44 чипровчани основават ученолюбиво дружество „Пробуда“. Сред първите задачи, които ръководството му си поставя, е организиране и откриване на курсове за ограмотяване на неграмотни и слабограмотни.
Читалището временно преустановява дейността си в периода на Балканската и Първата световна война. Едва в края на 1918 година постепенно възобновява работа. По-активен творчески период е началото на 1930-те години, когато към читалището са сформирани мъжки певчески хор „Крайгранични напеви“ и театрална трупа.
От 1972 г. читалището се помещава в едно от крилата на новопостроения в центъра на града модерен „Дом на миньора“. През 1990 г. цялата сграда е отдадена за ползване на читалището.
Читалище „Пробуда“ е преименувано през 1984 година на името на видния чипровски свещеник и книжовник Петър Богдан.
Създадена е певческата група за автентичен фолклор, която взема редовно участие в големи фолклорни фестивали. От 2000 г. читалището провежда ежегоден фолклорен събор за празника на града – 5 септември. В същия период към читалището е сформирана вокалната група за стари градски песни „Бели акации“.

## Дейности
Читалището е основен организатор на всички събития от културния календар на община Чипровци. То поддържа различни образователни занимания с деца и ученици и форми на художествена самодейност:
- Женска фолклорна група
- Танцов състав
- Група за стари градски песни „Бели акации“
- Група „Танци за здраве“[3]

В читалището се намира и обслужва туристическият информационен център на община Чипровци.
Библиотечният фонд на читалището наброява над 25 хиляди библиотечни единици (данни към 2015 г.). Обзаведено е с 4 компютърни конфигурации и мултимедия.